# 新年峰
72°14′S 166°3′E / 72.233°S 166.050°E
新年峰（New Year Peak），是南極洲的山峰，位於維多利亞地的博克格雷溫克海岸，屬於勝利山脈中米倫山脈的一部分，海拔高度約2,600米，現時由南極條約體系管理。